# Kisapáti
Kisapáti là một thị trấn thuộc hạt Veszprém, Hungary. Thị trấn này có diện tích 6,89 km², dân số năm 2010 là 364 người, mật độ 53 người/km².